# Frankenmarkt
Frankenmarkt osztrák mezőváros Felső-Ausztria Vöcklabrucki járásában. 2018 januárjában 3636 lakosa volt.

## Elhelyezkedése

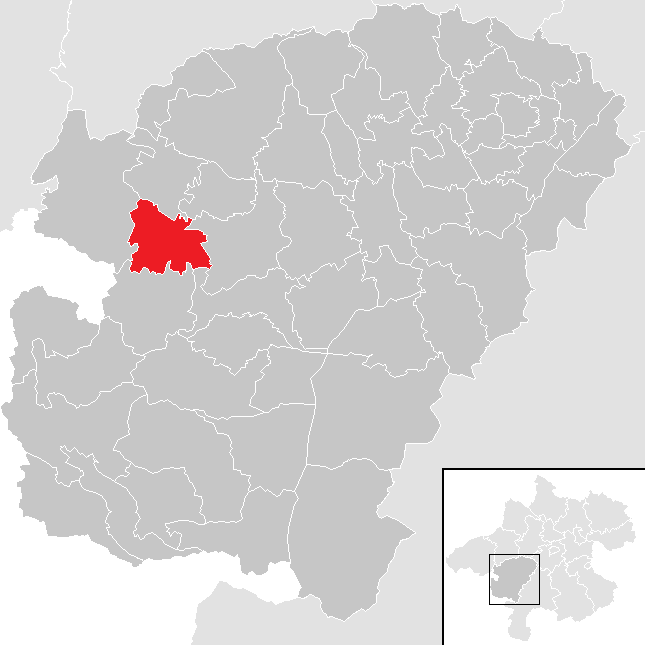
Frankenmarkt a Vöcklabrucki járásban

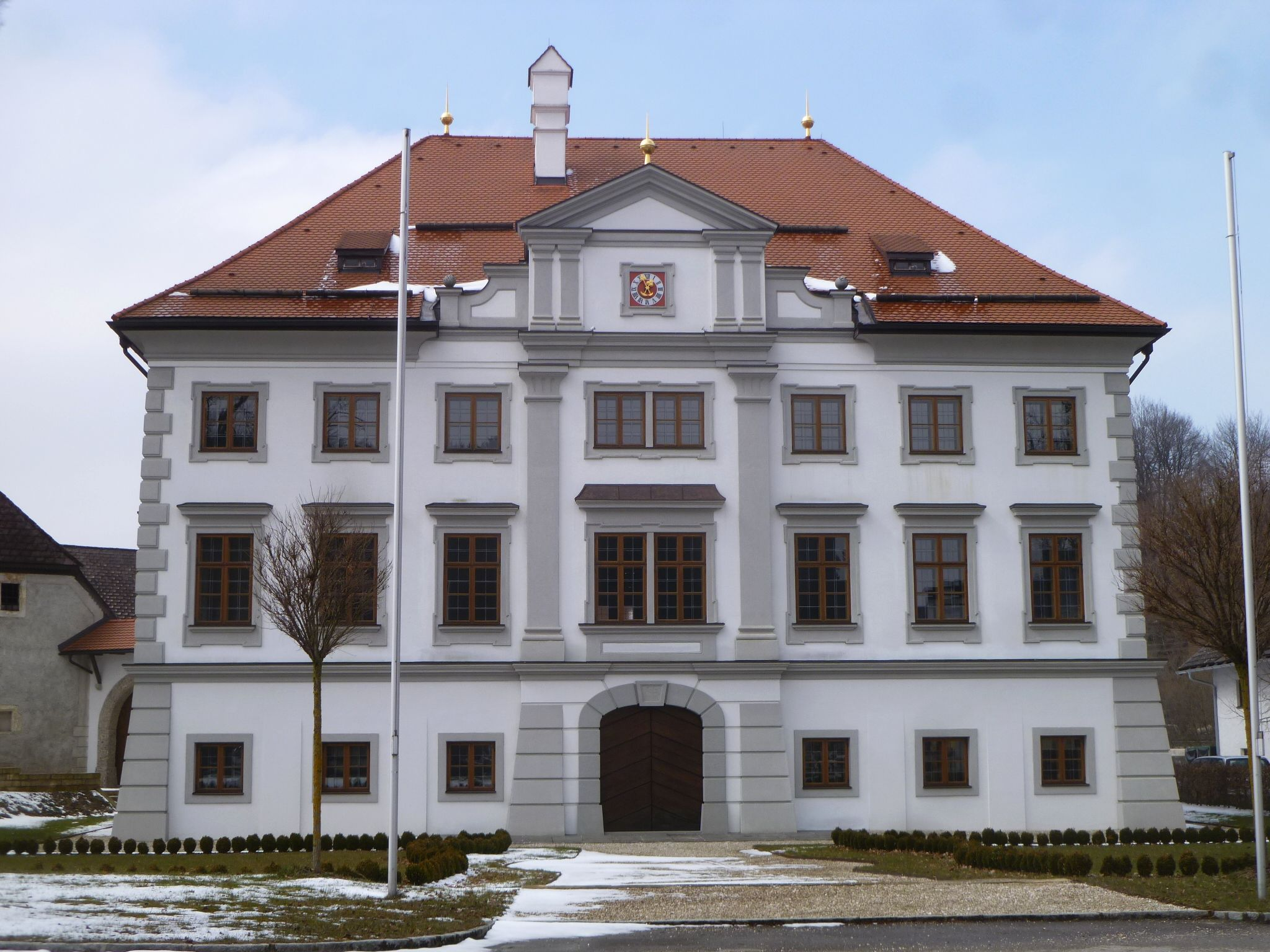
A Stauff-kastély

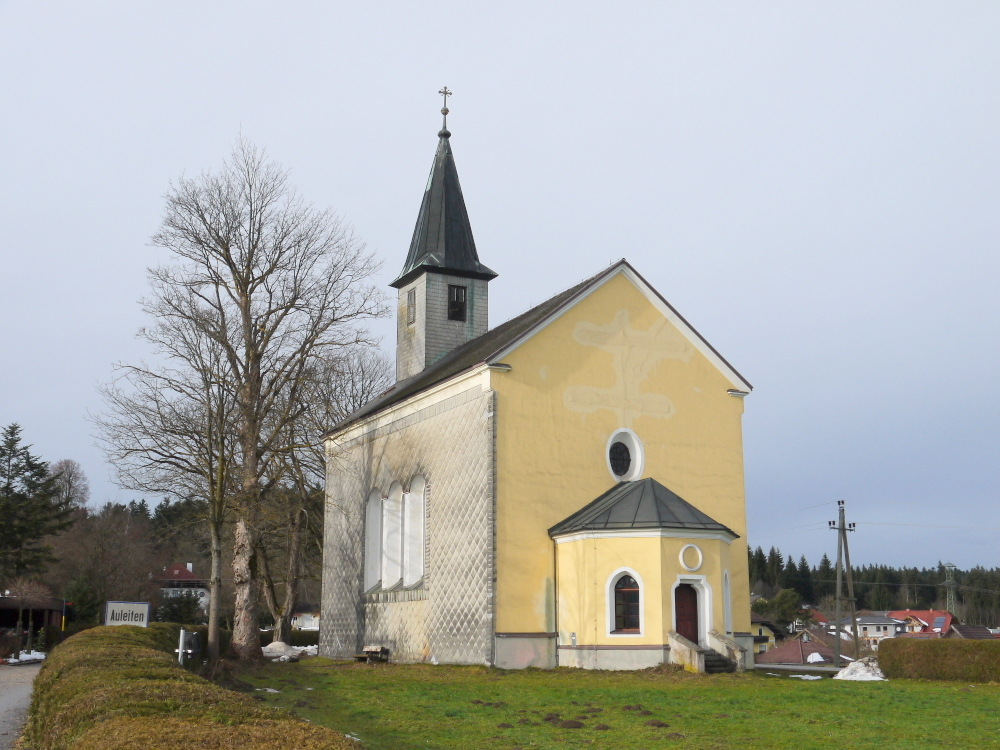
A Szűz Mária-templom

Frankenmarkt Felső-Ausztria Hausruckviertel régiójában helyezkedik el a Vöckla folyó mentén. Területének 31,5%-a erdő, 58,7% áll mezőgazdasági művelés alatt. Az önkormányzat 24 településrészt és falut egyesít: Asten (81 lakos 2018-ban), Auleiten (107), Buchscharten (26), Danzenreith (169), Frankenmarkt (2185), Gries (62), Gstocket (73), Haitzenthal (54), Hauchhorn (113), Höhenwarth (39), Hussenreith (51), Kritzing (45), Kühschinken (147), Moos (52), Mühlberg (119), Piereth (39), Pointen (26), Raspoldsedt (25), Röth (19), Rudlberg (53), Schwertfern (85), Stauf (6), Unterrain (29) és Wimm (31). 
A környező önkormányzatok: északra Fornach, északkeletre Pfaffing, keletre Vöcklamarkt, délkeletre Berg im Attergau, délre Weißenkirchen im Attergau, nyugatra Pöndorf.

## Története
Frankenmarkt területe az ókorban Noricum kelta királyságához, majd a hasonló nevű római provinciához tartozott. 487-ben a rómaiak kivonultak a térségből, ahová kb. 500-700 között germán bajorok költöztek. Előző neve Habbingen, mai elnevezését először 1160-ban említik. 1236-ban II. Frigyes császár mezővárosi jogokat adományozott neki. 1289-ben a Schaumburgok szerezték meg, 1351-ben pedig a Habsburgok vásárolták meg a frankenburgi uradalmat, vele Frankenmarktot is. 1625-ben a protestáns lelkészek kiűzése miatt parasztlázadás tört ki (ennek leverése után került sor a hírhedt frankenburgi kockázásra, amikor a kormányzó az elfogott lázadókat páronként kockajátékra kényszerítette és a veszteseket felakasztatta). Frankenmarkt a részvétele miatt 100 muskétányi büntetést kapott. 1751-ben a településnek 154 háza, iskolája, szegény- és polgárispotálya és fürdője volt.  
A napóleoni háborúk során 1809-ben a francia császár, valamint Lefebvre és Wrede tábornokok megszálltak Frannkenmarktban. 1810 és 1816 között a település a francia bábállam Bajorország fennhatósága alatt állt. 
A mezővárosi önkormányzat 1848-ban alakult meg.
A második világháborúban 121 frankenmarkti veszett oda. A háború végén a mezőváros erdélyi menekülteknek adott otthont. 

## Lakosság
A frankenmarkti önkormányzat területén 2018 januárjában 3636 fő élt. A lakosságszám 1923 óta alapvetően gyarapodó tendenciát mutat. 2015-ben a helybeliek 87,7%-a volt osztrák állampolgár; a külföldiek közül 1,1% a régi (2004 előtti), 5,8% az új EU-tagállamokból érkezett. 3,6% a volt Jugoszlávia (Szlovénia és Horvátország nélkül) vagy Törökország, 1,8% egyéb országok polgára. 2001-ben a lakosok 81,1%-a római katolikusnak, 4,4% evangélikusnak, 1,3% ortodoxnak, 7% mohamedánnak, 4,1% pedig felekezeten kívülinek vallotta magát. Ugyanekkor 8 magyar élt a mezővárosban. A legnagyobb nemzetiségi csoportokat a német (89,2%) mellett a törökök (2,9%), a horvátok (1,4%) és a szerbek (1%) alkották. Napjainkban(2021)több magyar család is lakja a várost(1,5%)[forrás?]

## Látnivalók

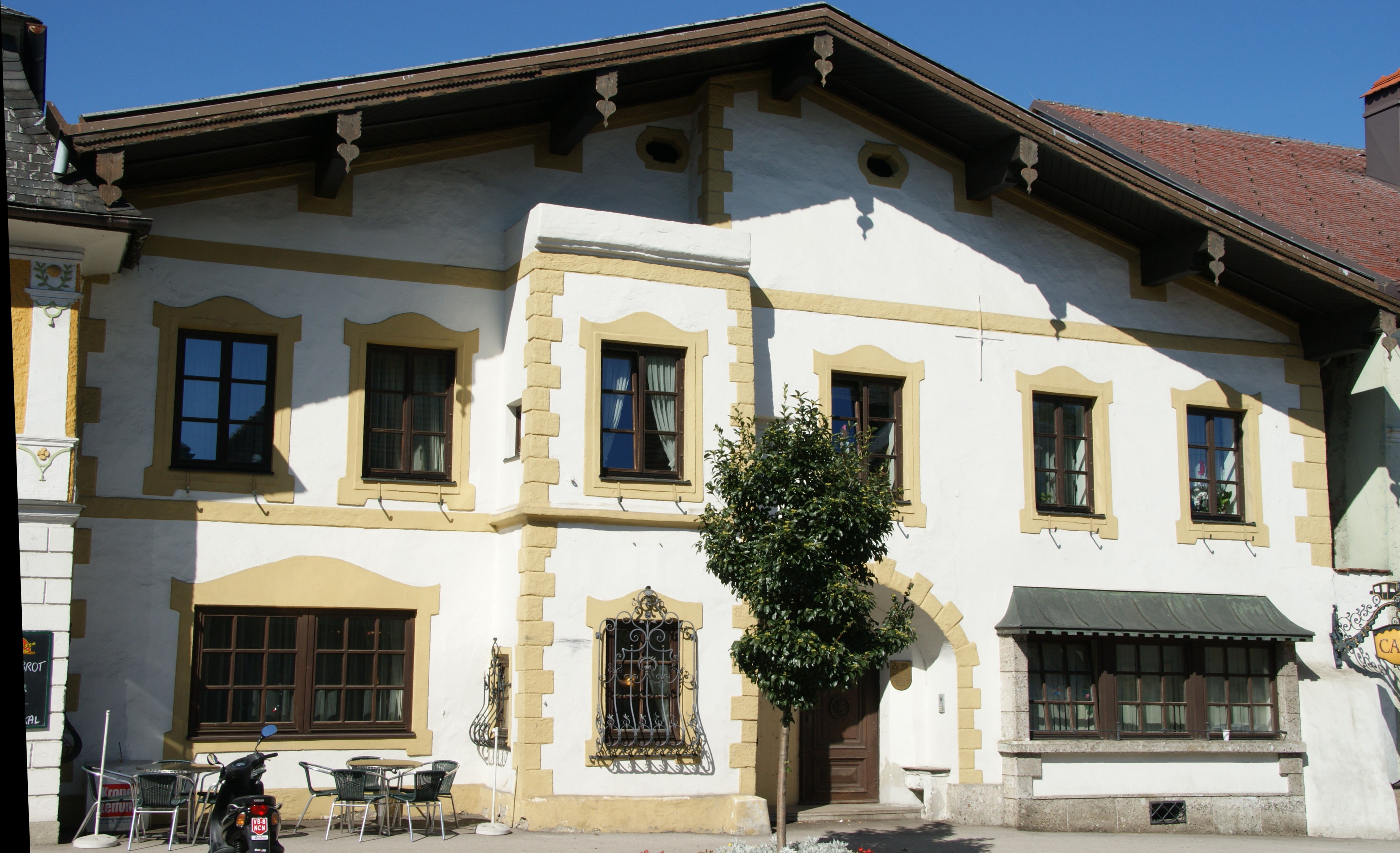
A Régiposta-fogadó

- a Stauff-kastélyt a második világháborúban a birodalmi munkaszolgálat női táborának raktáraként használták. Ma kulturális központ, kis múzeum is található benne.
- a Szt. Miklós-plébániatemplomot 1225-ben említik először.
- a plébánia és a betlehemmúzeum
- a Szűz Mária-templom
- a Régiposta-fogadó

## Fordítás
- Ez a szócikk részben vagy egészben  a   Frankenmarkt című német Wikipédia-szócikk ezen változatának fordításán alapul.  Az eredeti cikk szerkesztőit annak laptörténete sorolja fel. Ez a jelzés csupán a megfogalmazás eredetét és a szerzői jogokat jelzi, nem szolgál a cikkben szereplő információk forrásmegjelöléseként.